# Мерцвайлер
Мерцвайлер (нем. Merzweiler) — община в Германии, в земле Рейнланд-Пфальц. 
Входит в состав района Кузель. Подчиняется управлению Лаутереккен.  Население составляет 201 человек (на 31 декабря 2010 года). Занимает площадь 2,27 км².